# Insara juniperi
Insara juniperi är en insektsart som beskrevs av Morgan Hebard 1935. Insara juniperi ingår i släktet Insara och familjen vårtbitare. Inga underarter finns listade i Catalogue of Life.